# 神場山神社
神場山神社（じんばやまじんじゃ）は、静岡県御殿場市神場（じんば）にある神社。
正式名称は単に山神社（やまじんじゃ）だが、分かりやすく地名を冠して「神場山神社」と呼ばれることが一般的である。

## 概要
「御殿場東名ゴルフクラブ」の北隣りに所在している。
巨大な「糸切りばさみ」が奉納されており、「災厄・悪縁切り」の「はさみ神社」として人気を博している。

今からおよそ千年前(平安時代中期)、京都から大山祇命が移されたことから始まり、七百年ほど前、山仕事に従事する木こりたちが、山の安穏を祈念し、仕事が無事に終わると、道具のオノやナタ、ノコギリなどを奉納したという。

## 祭神
- 大山祇命

## 境内
- 御神木・よろこぶの木

## 祭事
- 1月1日 - 歳旦祭
- 1月2日～1月3日 - 祈祷日
- 2月3日 - 節分祭
- 3月17日 - 新年祭/春祭
- 11月17日 - 例大祭/秋祭
- 12月17日 - 新嘗祭/新穀感謝祭

--
- 毎月17日 - 祈祷日/月次祭